# Hluchavka bílá
Hluchavka bílá (Lamium album) je léčivá rostlina z čeledi hluchavkovitých. Mají obecně podpůrný účinek při léčbě  onemocnění dýchacích cest pomáhají při  zdlouhavém kašli podporují vykašlávání.

## Popis
Hluchavka bílá je vytrvalá bylina, dorůstá výšky 30–50 cm. Lodyha je přímá, nevětvená a čtyřhranná, v mládí je pýřitá, později ve spodní části olysalá a zbarvená mírně do fialova.
Vstřícné jemně chlupaté listy jsou až 3 cm dlouhé, mají zašpičatěle vejčitou čepel, která je u řapíku srdčitě vykrojená. Okraj listu je hrubě pilovitý.
V úžlabí horních listů se v lichopřeslenech objevují bílé až nažloutlé květy. Jsou souměrné, mají pětizubý kalich a typicky dvoupyskou korunu, která je 10 až 15 mm dlouhá a má prohnutou, na konci nafouklou a uvnitř ochlupenou korunní trubku. K svrchnímu pysku jsou zevnitř přitisklé čtyři dvoumocné tyčinky. Květy, uspořádené v pěti až osmikvětých lichopřeslenech, rozkvétají postupně odspodu nahoru a mají příjemnou typickou medovou vůni. 
Hluchavka bílá kvete od května do září.
Plodem jsou 4 černé tvrdky vejčitého tvaru, které jsou schované na dně vytrvalého kalicha.

## Rozšíření
Hluchavka bílá patří mezi plevelné rostliny a je rozšířená po celé Evropě. Tento druh se vyskytuje i v mírné části severní Asie a byl zavlečen také do Severní Ameriky. V Česku roste nejčastěji v lesích, křovinách, příkopech a na rumištích. Na půdu je hluchavka nenáročná, dává přednost vlhčím a zastíněným stanovištím. Rozšíření hluchavky dokazuje řada lidových názvů – hluchá kopřiva, planá kopřiva nebo planá bazilika. Tato lidová pojmenování svědčí o podobnosti s kopřivou, která má obdobný tvar a stejné uspořádání listů.

## Sběr a úprava
Sbírají se bílé pyskaté koruny bez kalichů, vytrhávají se jemně (nesmí se pomačkat). Sběr může probíhat pouze za suchého počasí. Květy sušíme v tenké vrstvě, pokud možno rychle, nejlépe umělým teplem do 35 °C. Usušené květy snadno vlhnou, hnědnou, a proto se stávají nepoužitelnými. Je vhodné je uchovávat v hermeticky uzavřených obalech. Droga je téměř bez pachu a má slabě hořkou chuť.
Sbírat se může i celá nať, což je nepoměrně jednodušší než u květu. Sušíme v tenké vrstvě co nejrychleji.

## Obsahové látky
Pro farmacii se nejčastěji využívají květy kvůli obsahu slizových látek a katechinových tříslovin. Květy dále obsahují silici, flavonové glykosidy, isokvercitrin, saponin, cholin a biogenní aminy histamin, tyramin a metylamin. Nať má proti květu méně uvedených látek, ale obsahuje navíc řadu minerálů a stopových prvků.

## Využití

### Medicína
Hluchavka užitá zevně (koupele a obklady) má účinek hyperemizující (překrvuje kůži a zmenšuje místní dráždivost). Její hojivé účinky se využívají při léčení mokvavých ran, popálenin, abscesů a hemeroidů. Pro koupel se využívá i nať. Nejvhodnější úprava je macerace. Horký macerát vlijeme do koupele.
Vnitřně v nálevu působí protizánětlivě a mírně diureticky (podporuje vylučování moči), ulehčuje také odkašlávání, např. při zánětech horních cest dýchacích a chronické bronchitidě. Upravuje také činnost střev a má kladný vliv na pravidelnou stolici. Lidové léčitelství využívá drogu pro tlumení křečových bolestí a menstruačních potíží.

### Včelařství
Hluchavka bílá je významnou rostlinou pro včelaře, od jara do podzimu poskytuje včelám velké množství jasně žlutého nektaru. Ten obsahuje velké množství sacharózy. Na jaře poskytují hluchavky zdroj podněcovací snůšky. Nektarium hluchavky vyprodukuje za 24 hodin 0,25 mg nektaru s cukernatostí 53 %. Cukerná hodnota, tedy množství cukru vyprodukovaného v květu za 24 hodin, je 0,13 mg. Hluchavky poskytují včelám také pyl, který je sbíraný ve žlutých rouskách.
Druhové hluchavkové medy nejsou známy.

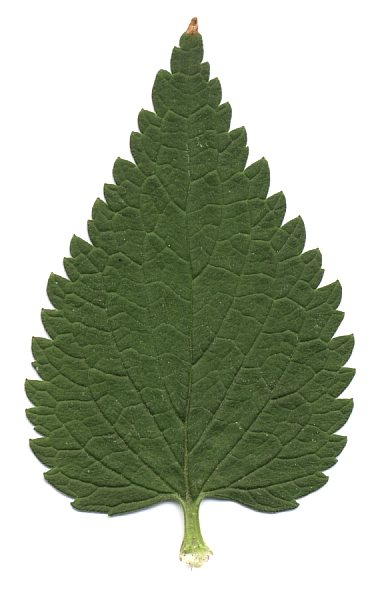
Detail listu
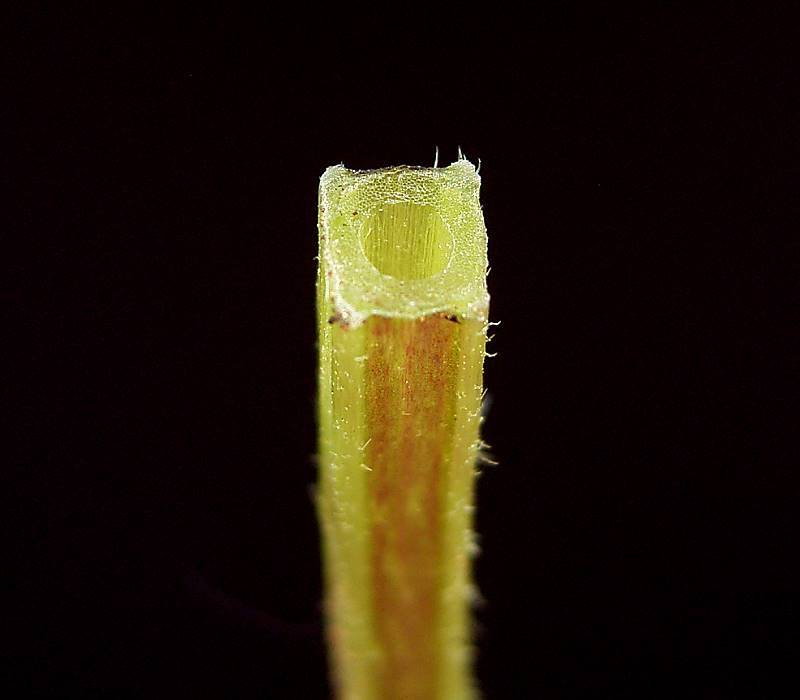
Detail stonku
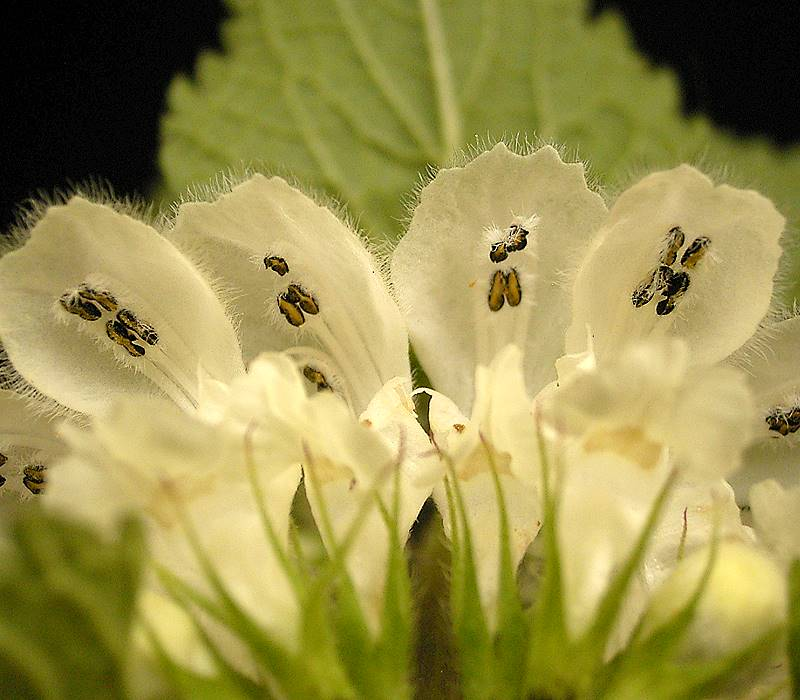
Detail květu
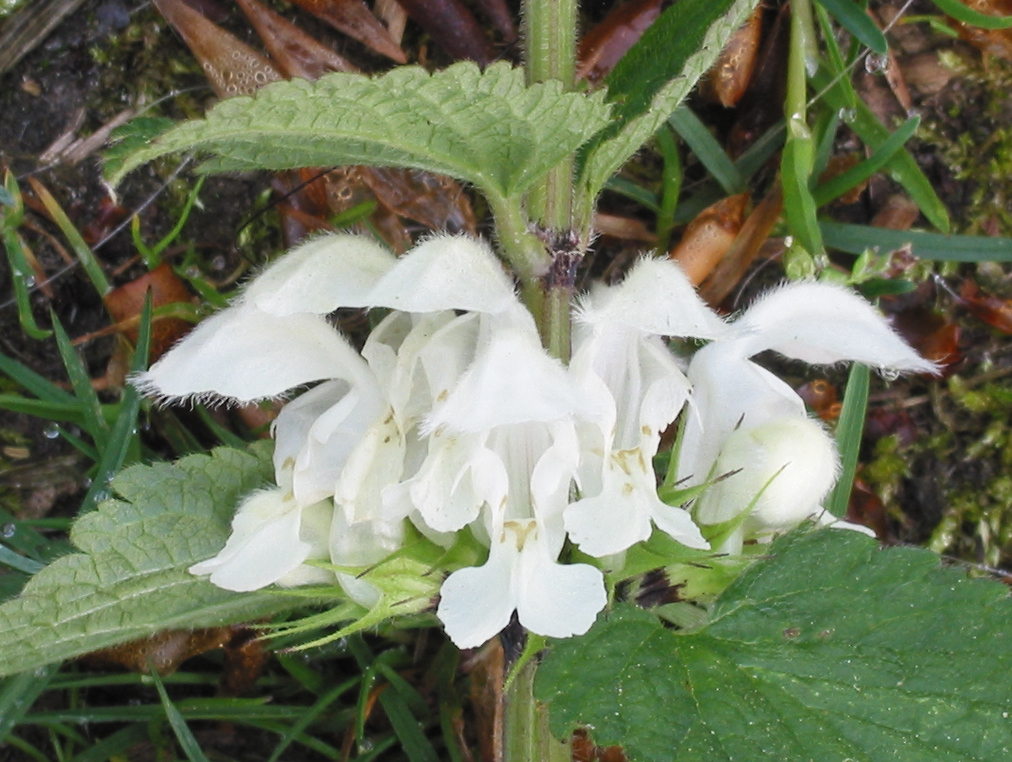
Detail květenství